# Ryszard Wójcik
Ryszard Wójcik (Opole, 6 juni 1956) is een voormalig voetbalscheidsrechter uit Polen. Hij was onder meer actief op het WK voor junioren (–20 jaar) in Portugal en de WK-eindronde van 1998 in Frankrijk. Wójcik floot op het hoogste internationale niveau van 1990 tot 2001.

## Interlands
| Datum      | Wedstrijd                  | Uitslag | Competitie        | Kreeg geel | Kreeg voor de tweede keer geel en dus rood | Weggestuurd |
| ---------- | -------------------------- | ------- | ----------------- | ---------- | ------------------------------------------ | ----------- |
| 14-10-1992 | Denemarken – Ierland       | 0 – 0   | WK-kwalificatie   | 1          | 0                                          | 0           |
| 07-09-1994 | Finland – Schotland        | 0 – 2   | EK-kwalificatie   | 2          | 0                                          | 0           |
| 31-05-1996 | Duitsland – Frankrijk      | 0 – 1   | Vriendschappelijk | 2          | 0                                          | 0           |
| 11-02-1998 | Engeland – Chili           | 0 – 2   | Vriendschappelijk | 2          | 0                                          | 0           |
| 20-06-1998 | Nederland – Zuid-Korea     | 5 – 0   | WK-eindronde      | 2          | 0                                          | 0           |
| 05-09-1998 | Turkije – Noord-Ierland    | 3 – 0   | EK-kwalificatie   | 1          | 0                                          | 0           |
| 04-09-1999 | Denemarken – Zwitserland   | 2 – 1   | EK-kwalificatie   | 2          | 0                                          | 0           |
| 27-05-2000 | Engeland – Brazilië        | 1 – 1   | Vriendschappelijk | 0          | 0                                          | 0           |
| 07-10-2000 | Litouwen – Georgië         | 0 – 4   | WK-kwalificatie   | 2          | 0                                          | 0           |
| 24-03-2001 | Turkije – Slowakije        | 1 – 1   | WK-kwalificatie   | 1          | 0                                          | 0           |
| 01-09-2001 | Denemarken – Noord-Ierland | 1 – 1   | WK-kwalificatie   | 4          | 0                                          | 0           |
| 07-10-2001 | Zweden – Azerbeidzjan      | 3 – 0   | WK-kwalificatie   | 2          | 0                                          | 0           |